# Pierluigi Mingotti
Pierluigi Mingotti (Bologna, 30 marzo 1964) è un bassista italiano.
Mingotti si diploma al Conservatorio Giovanni Battista Martini in oboe, strumento che poi accantonerà nelle sue canzoni in favore del basso, a cui dedicherà la sua carriera.
Dal 1995 Mingotti partecipa alla registrazione del cd "Otello happiness" con il gruppo "Man Sueto", da lui fondato;
nello stesso periodo partecipa al Roxy Bar e ha una collaborazione con Bobby Solo.
Nel 1996 inizia la sua collaborazione con Francesco Guccini, di cui poi diventerà bassista ufficiale dal 2001.
Da ricordare anche i suoi lavori con Eugenio Finardi, Stefano Nosei e Eumir Deodato, Rudy Rotta, Andy J. Forest.